# Park Oliwski
Park Oliwski, nazývaný také Park Oliwski im. Adama Mickiewicza, se nachází na toku potoka Potok Oliwski (Jelitkowski) ve čtvrti Oliwa města Gdaňsk v Pomořském vojvodství v Polsku.

## Další informace
Park leží na původním klášterním parku a rozkládá se na ploše 11,3 ha. Popularita parku vzrostla, když se v roce 1925 Oliwa stala sídlem biskupa a blízký kostel byl povýšen na Baziliku a katedrálu Nejsvětější Trojice, Panny Marie a svatého Bernarda v Gdaňsku. V letech 1952-1956 zde byla založena botanická zahrada s palmovým skleníkem (Palmarnia) a tematickými zahradami. V roce 1955 byl park v Oliwě pojmenován po polském spisovateli Adamu Mickiewiczi. V parku se nachází Opatský palác (Pałac Opatów) se dvěma Národními muzei v Gdaňsku (Muzeum Narodowe w Gdańsku) s odděleními moderního umění a etnografie. V parku se také nachází rybníčky, sochy, pomníky, kašny, menší vyhlídky, lavičky, umělé jeskyně aj. Podél jižní části parku vede cyklostezka.

## Galerie

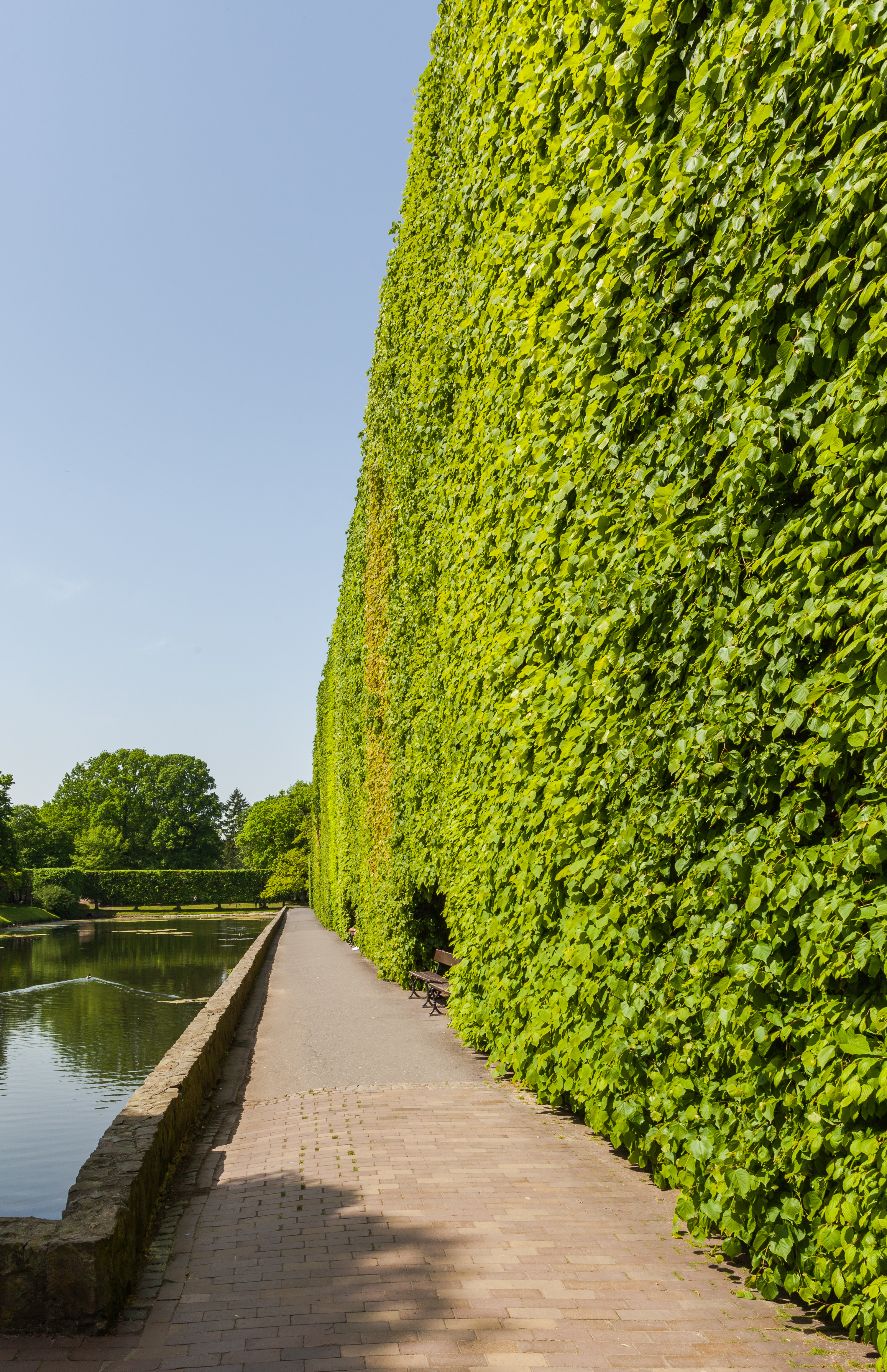
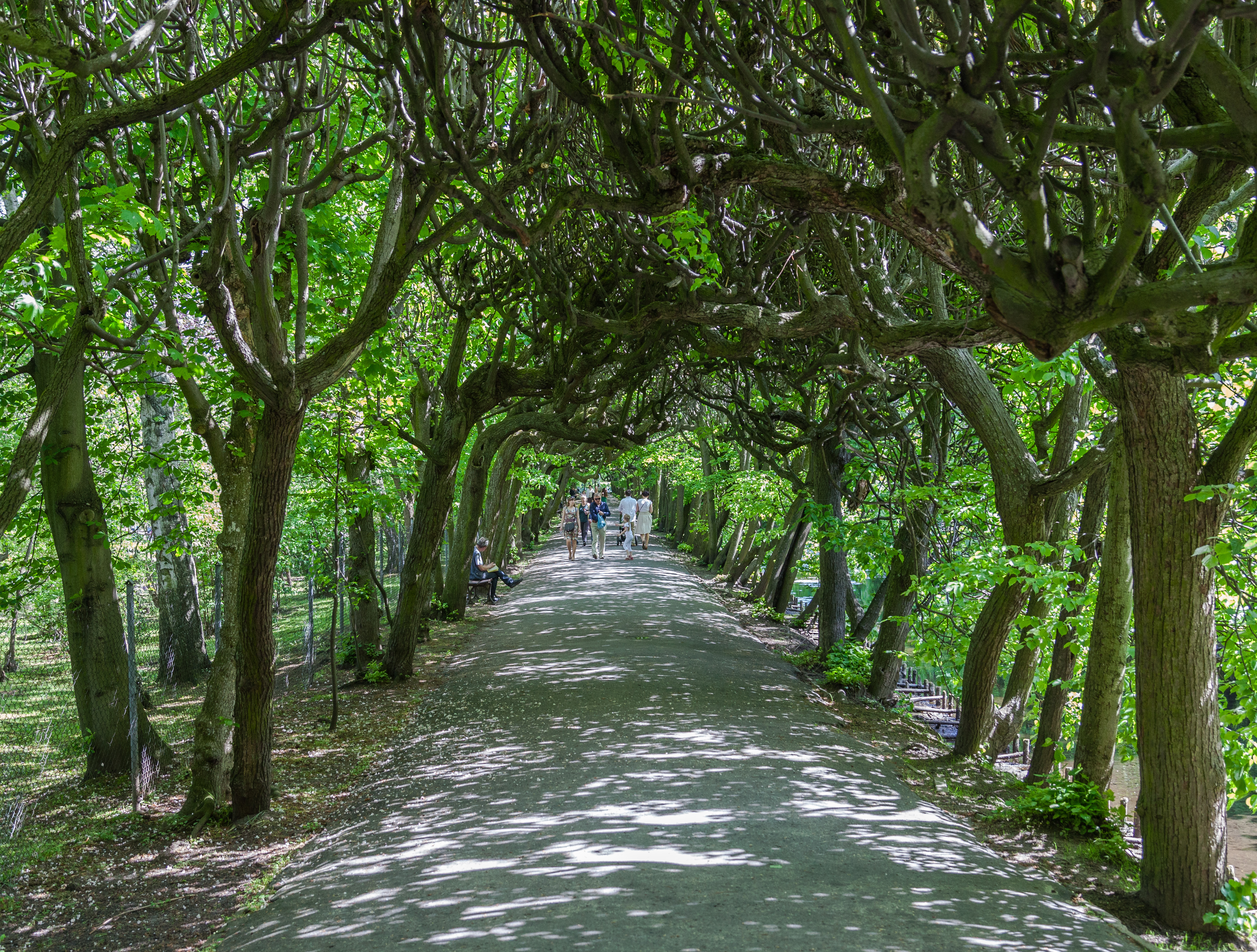
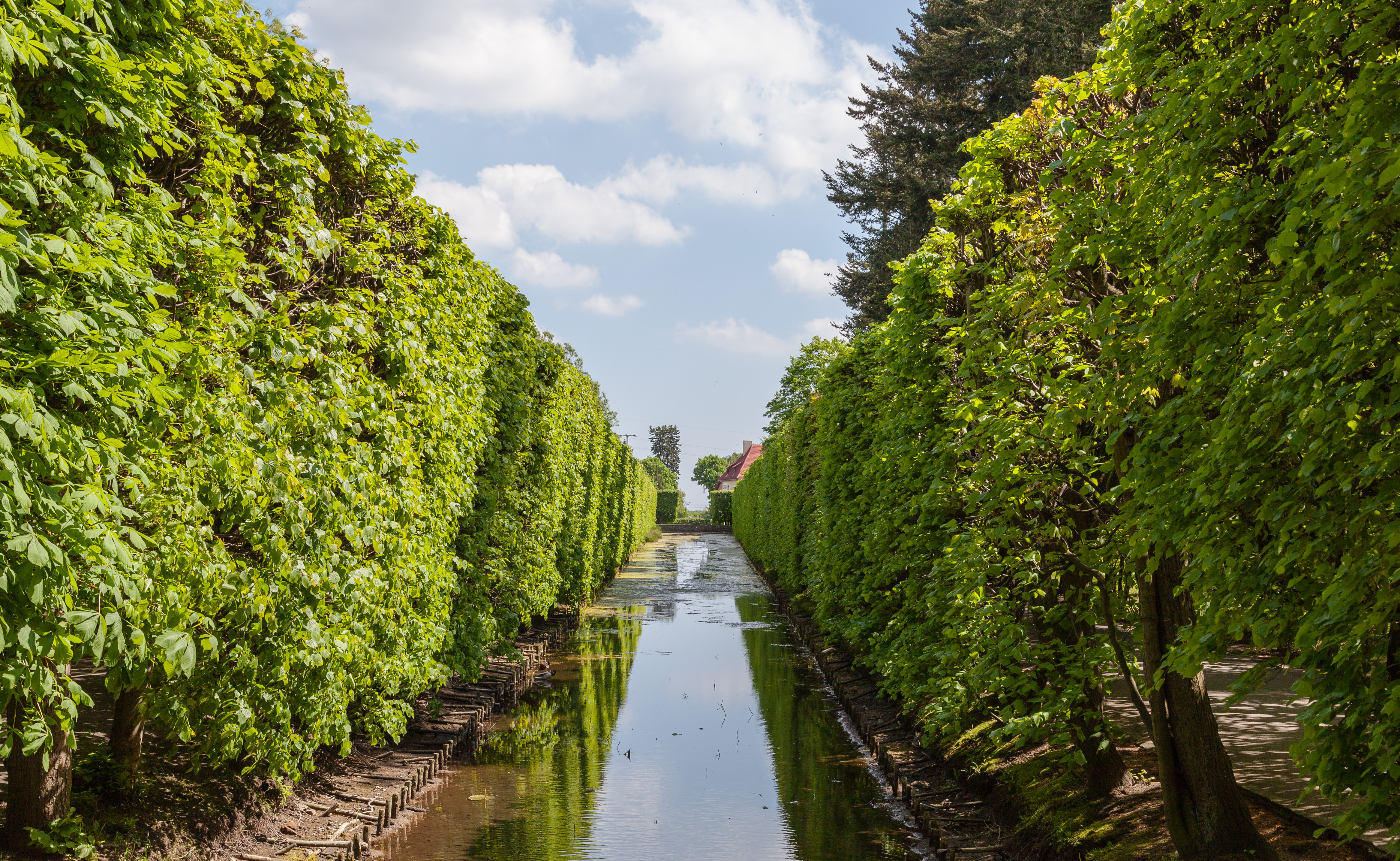
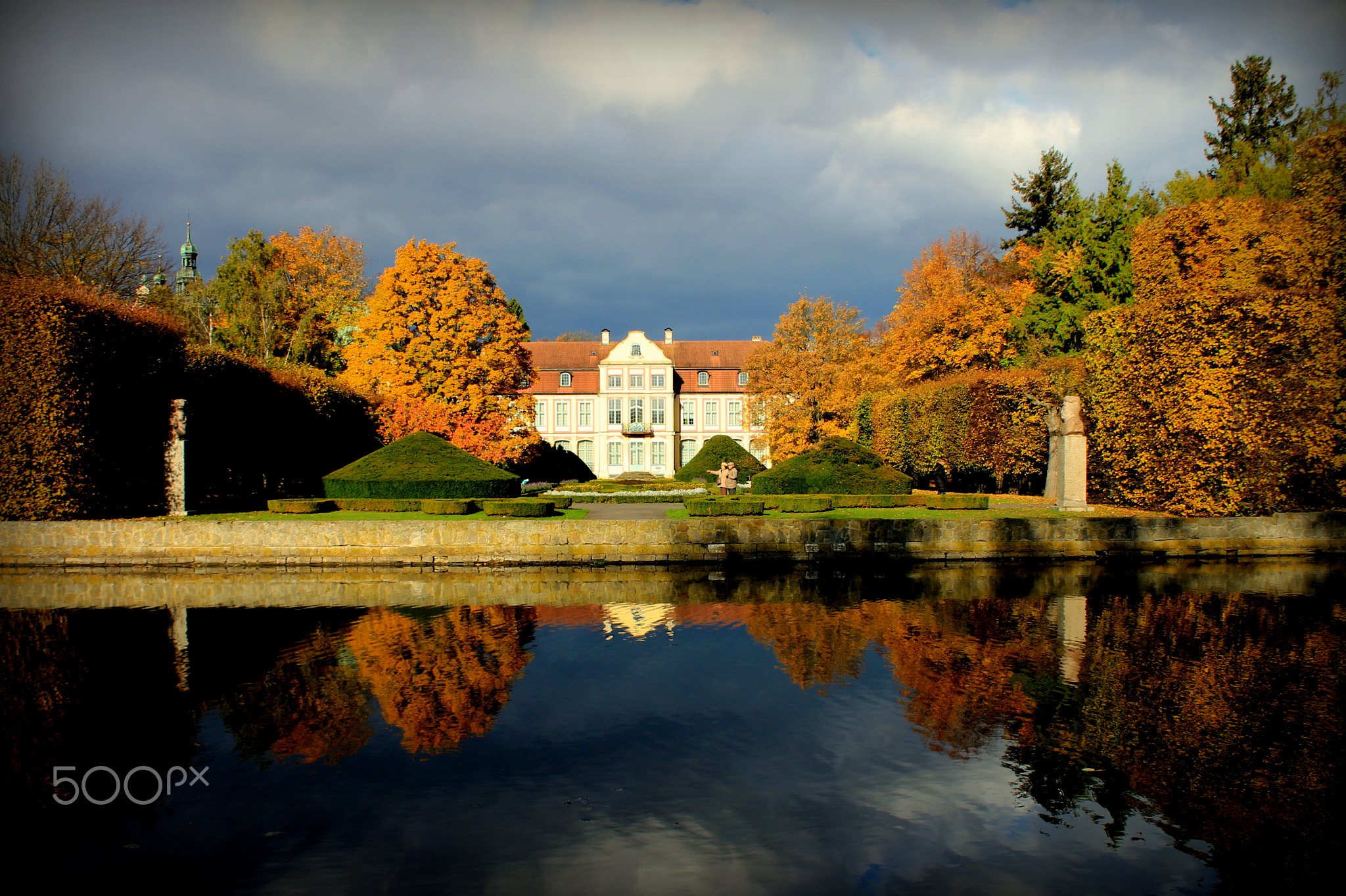
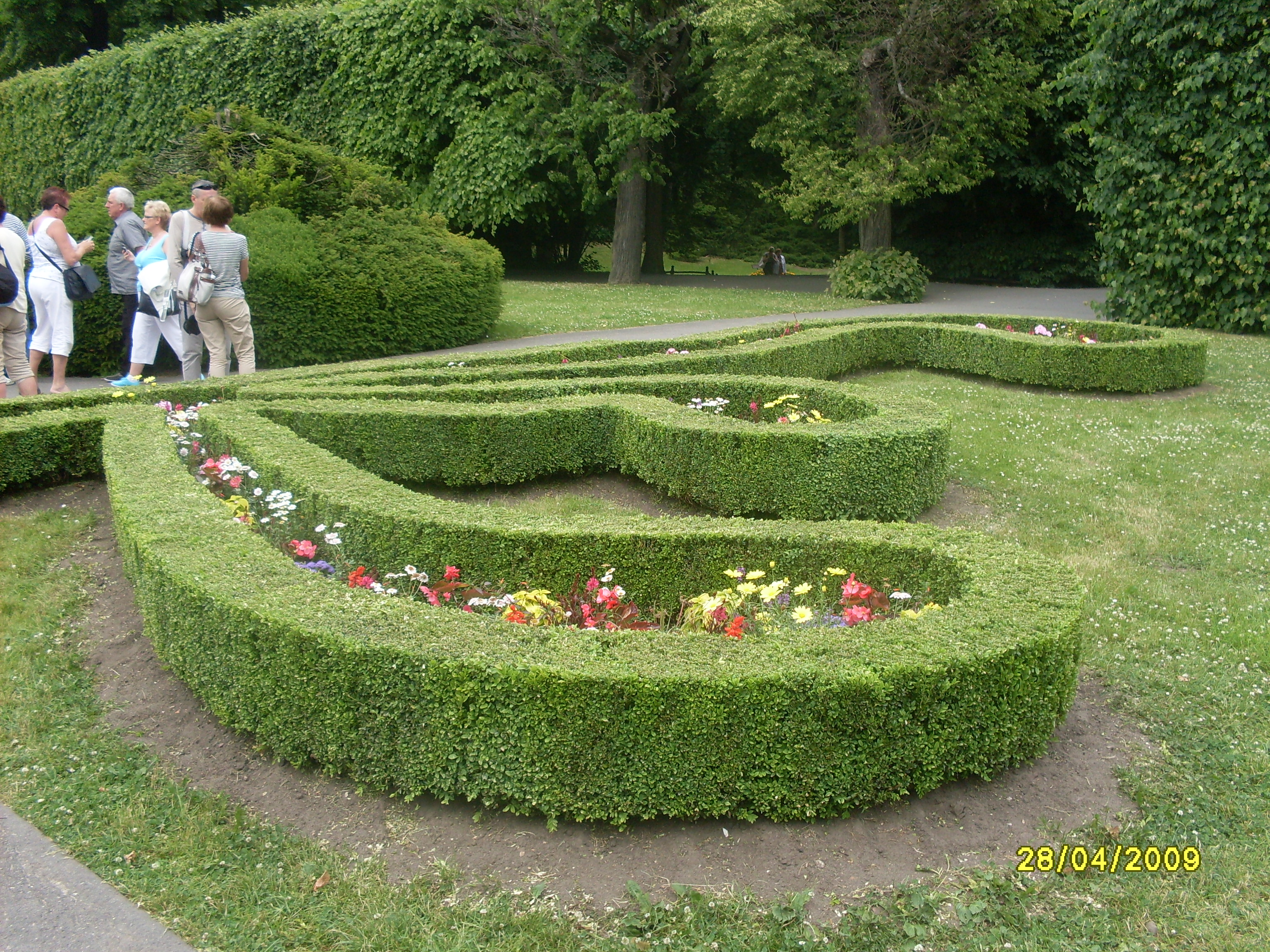